# Залісся (Ковельський район)
Залі́сся — село в Україні, у Шацькій селищній територіальній громаді Ковельського району Волинської області. Населення становить 272 особи.
Орган місцевого самоврядування — Шацька селищна рада.

## Історія
У 1906 році село Пульменської волості Володимир-Волинського повіту Волинської губернії. Відстань від повітового міста 103  верст, від волості 3. Дворів 163, мешканців 615.
12 червня 2020 року, відповідно до розпорядження Кабінету Міністрів України № 708-р «Про визначення адміністративних центрів та затвердження територій територіальних громад Волинської області», увійшло до складу Шацької селищної територіальної громади.
19 липня 2020 року, в результаті адміністративно-територіальної реформи та ліквідації Шацького району, село увійшло до новоутвореного Ковельського району.

## Населення
Згідно з переписом УРСР 1989 року чисельність наявного населення села становила 340 осіб, з яких 166 чоловіків та 174 жінки.
За переписом населення України 2001 року в селі мешкали 272 особи.

### Мова
Розподіл населення за рідною мовою за даними перепису 2001 року:
| Мова       | Відсоток |
| ---------- | -------- |
| українська | 98,90 %  |
| білоруська | 0,74 %   |
| російська  | 0,37 %   |